# Le magiche storie di Gatto Teodoro
Le magiche storie di Gatto Teodoro (Bagpuss nella versione originale inglese) è una serie televisiva per ragazzi britannica creata da Peter Firmin e Oliver Postgate e prodotta dalla Smallfilms, trasmessa per la prima volta nel 1974.

## Produzione e trasmissione
I 13 episodi furono trasmessi per la prima volta dalla BBC fra il 12 febbraio e il 7 maggio 1974. In Italia arrivarono sulla Rete 1 della Rai il 17 febbraio 1977. Il personaggio del titolo è il vecchio gatto di pezza che la giovane Emily tiene esposto nella vetrina del suo "negozio" di oggetti smarriti: ogni volta che la ragazza trova un oggetto lo porta a Teodoro e agli altri animali di legno esposti: essi, incuriositi dal nuovo arrivato, magicamente prendono vita e, immaginandone la storia, lo riparano mettendolo a disposizione del proprietario che dovesse passare di là.